# Beast Over Europe

Beast Over Europe è il secondo live album della power metal band tedesca Mob Rules, pubblicato nel 2019. Unico “sopravvissuto” della formazione originale è il cantante Klaus Dirk, tutti gli altri elementi sono stati cambiati nel tempo.

## Tracce
1. "Beast Reborn (Intro)" - 6:08
2. "Ghost Of A Chance" – 4:41
3. "Somerled" - 5:11
4. "Black Rain" - 6:20
5. "Sinister Light" - 4:40
6. "Dykemaster’s Tale" - 9:25
7. "My Kingdom Come" - 5:26
8. "The Last Farewell" - 5:29
9. "Children’s Crusade" – 4:59
10. "On The Edge" – 6:10
11. "(In the Land of) Wind and Rain" - 6:35
12. "Hollowed Be Thy Name" - 6:23
13. "Way Back Home" - 4:42
14. "Rain Song" – 6:15

## Formazione
Membri del gruppo
- Klaus Dirks - Voce
- Florian Dyszbasis - Chitarra
- Sven Lüdke - Chitarra
- Markus Brinkmann - Basso
- Jan Christian Halfbrodt - tastiera
- Nikolas Fritz - Batteria